# برني (شعب)

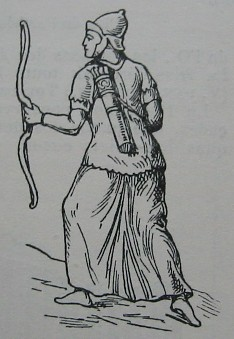
محارب بارثي

شعب بَرني (/ˈpɑːrnaɪ/; بالإغريقية: Πάρνοι, Parnoi),أبرني (/ əˈpɑːrnaɪ/; Ἄπαρνοι, Aparnoi) أو البرنيون هم شعب إيراني شرقي عاش حول نهر أوكوس. (بالإغريقية: Ὧχος أوخوس) نهر (تيجين)، جنوب شرق بحر قزوين. ويُعتقد أن موطنهم الأصلي ربما كان ما يعرف الآن بجنوب روسيا، ومن هناك هاجروا مع القبائل السكيثية الأخرى. كانت قبيلة برني إحدى القبائل الثلاث في اتحاد داهاي.
في منتصف القرن الثالث قبل الميلاد، غزا البرنيون بارثيا، "وطردوا المرازبة اليونانيين، الذين كانوا قد حصلوا على الاستقلال للتو، وأسسوا سلالة جديدة"، سلالة الأرساكيين.

## الهوية التاريخية والموقع
لا يوجد دليل قاطع على وجود ذكر للبرنيون في مصادر اللغة الإيرانية الأصلية، راجع. وجميع الإشارات إلى هؤلاء الأشخاص تأتي من التقارير الإغريقية واللاتينية. في هذه الروايات، التي ليست بالضرورة معاصرة، من الصعب تحديد الإشارات إلى البرنيون بشكل قاطع بسبب عدم اتساق التسمية الإغريقية/اللاتينية والترجمة الصوتية، و/أو التشابه مع أسماء القبائل الأخرى مثل سبارني أو أبارتاني وإيبارنوي. أو أسباريوي. من الممكن أيضًا أن يكون البرنيون مرتبطون بواحدة أو أكثر من هذه القبائل الأخرى، وأن "موطنهم الأصلي ربما كان جنوب روسيا حيث هاجروا مع القبائل السكيثية الأخرى".
موقع برني داهاي الذي يقع مباشرة جنوب شرق بحر قزوين مستمد من كتاب سترابو جيوغرافيكا (الكتاب 11، القرن الأول قبل الميلاد). كان الاسم العرقي لداهاي هو أصل اسم المكان اللاحق داهستان أو دهستان - وهي منطقة تمتد بين المناطق الحالية في تركمانستان وإيران. لا يُعرف سوى القليل عن الداهاي، بما في ذلك البرنييون، لدرجة أنه - على حد تعبير أ.د.ه. بيفار - حتى موقع واسم عاصمتهم "إذا كانوا يمتلكون واحدة بالفعل" غير معروف. يقع موقع أثري لاحق في المنطقة، يُعرف باسم دهستان/مشريان، في منطقة البلقان في تركمانستان.